# Pfarrkirche Burgkirchen

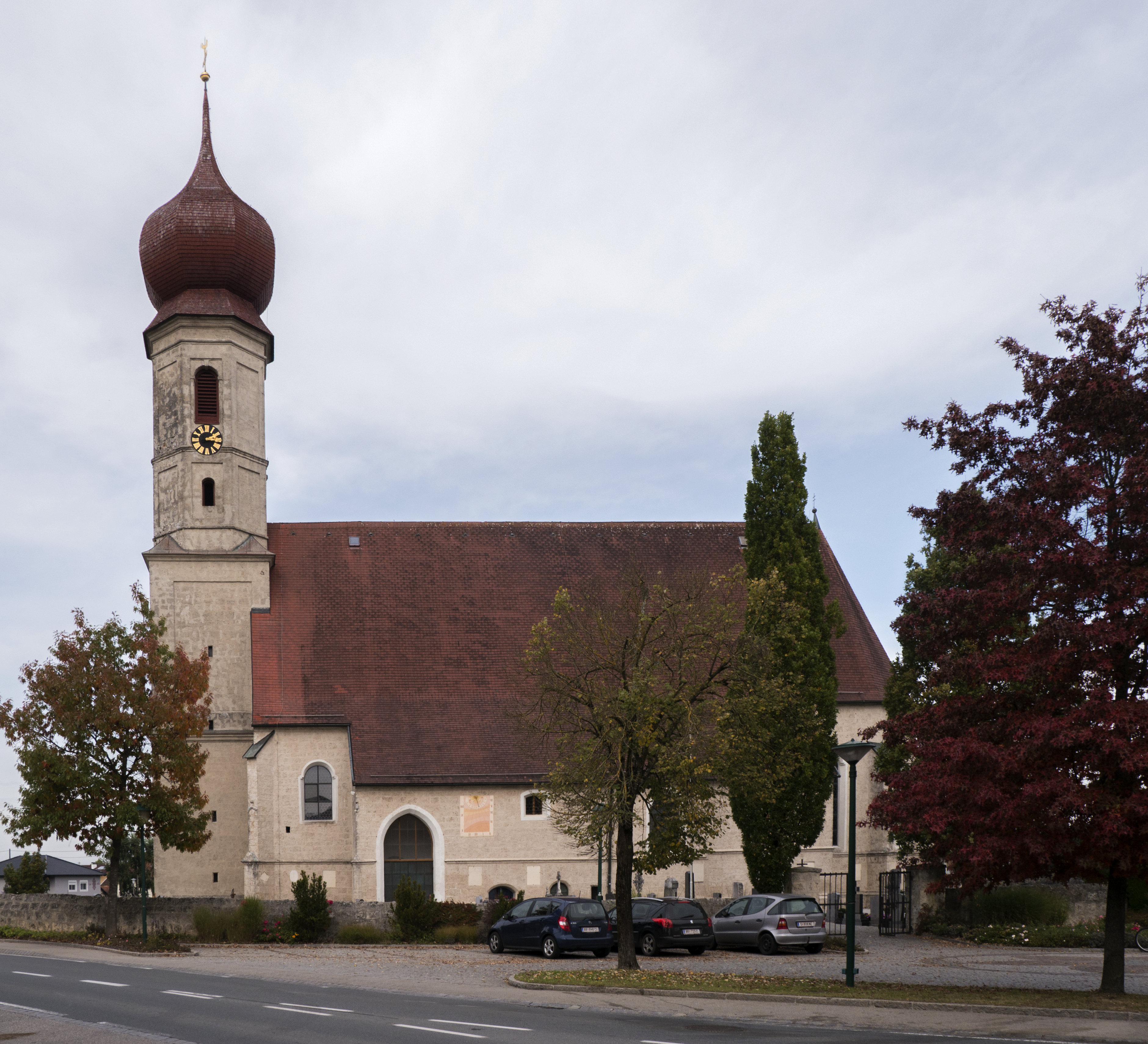
Pfarrkirche hl. Maximilian in Burgkirchen

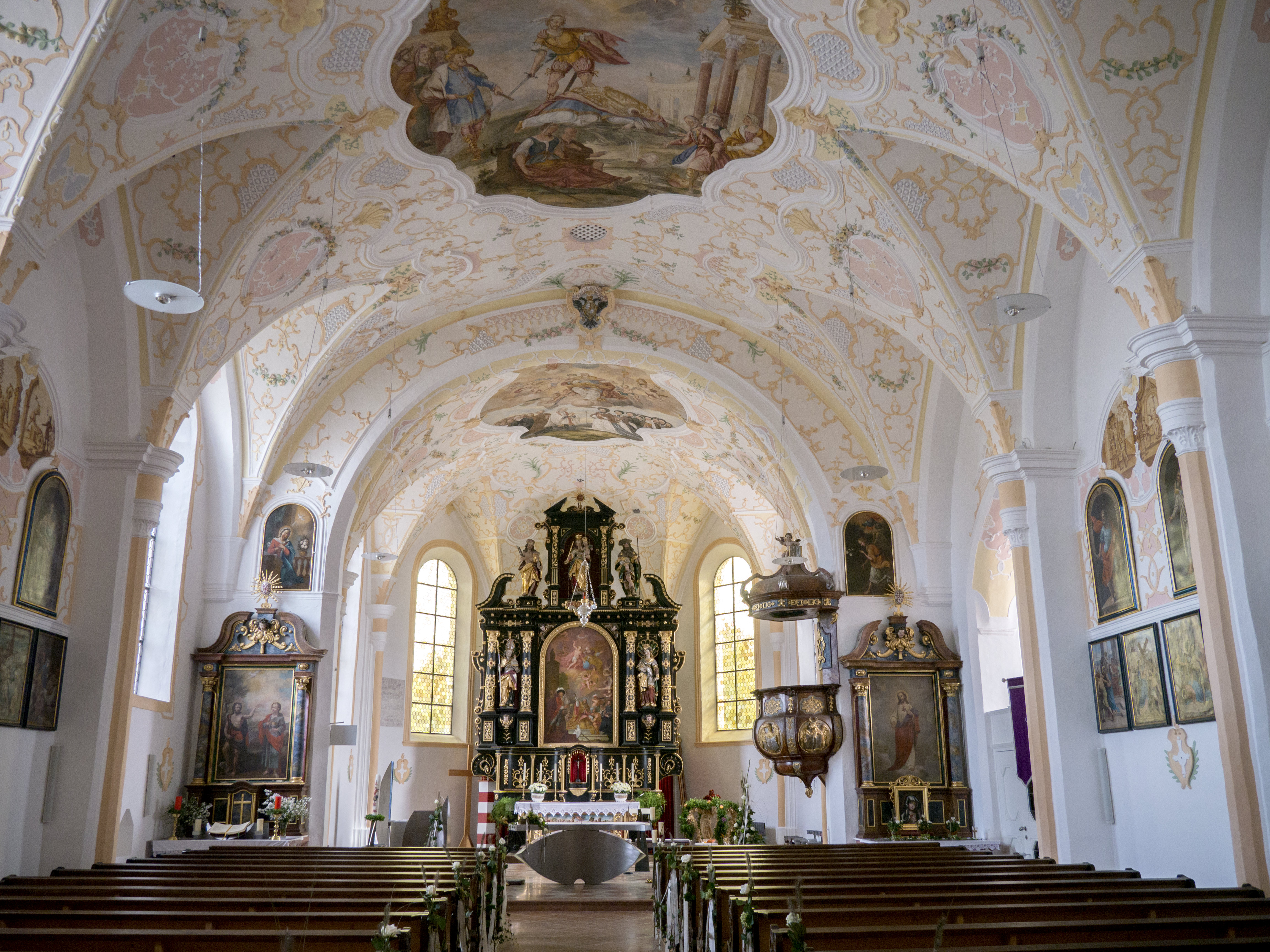
Vom Langhaus zum Chor

Die römisch-katholische Pfarrkirche Burgkirchen mit dem Patrozinium hl. Maximilian steht im Ort St. Georgen an der Mattig in der Gemeinde Burgkirchen in Oberösterreich. Seit dem 1. Jänner 2023 gehört Burgkirchen als eine von 14 Pfarrteilgemeinden zur Pfarre Braunau der Diözese Linz. Die Kirche und der Friedhof mit Ummauerung stehen unter Denkmalschutz.

## Geschichte
Eine Kirche wurde um 1130 urkundlich genannt. Die gotische Kirche wurde 1742 barockisiert.

## Architektur
Der gotische Kirchenbau hat ein Mauerwerk aus Tuffstein. An das einschiffige fünfjochige Langhaus schließt ein leicht eingezogener zweijochiger Chor mit einem Dreiachtelschluss. Die gotischen Gewölbe im Langhaus und Chor wurden barockisiert und dabei mit zarten Band- und Gitterwerkstukkaturen von Johann Michael Vierthaler überzogen (1742). Die Fresken sind durch die Erneuerung verdorben. Das gotische Südportal hat eine sternrippengewölbte Vorhalle. Das Nordportal ist gotisch. Die dreiachsige Westempore ist sternrippenunterwölbt. Im östlichen Langhausjoch wurde südlich die Wand zu einem Kapellenanbau geöffnet. Die Sakristei hat ein Sternrippengewölbe und eine Tür mit gotischem Beschlag. Der Westturm wurde nach einem Brand (1653) in ein achtseitiges Obergeschoß übergeführt und erhielt einen Zwiebelhelm.
Die Friedhofsmauer hat eine Keilsteinabdeckung.

## Ausstattung
Der bemerkenswerte Hochaltar aus 1645 mit bedeutenden Werken von Martin Zürn. An der Stelle einer ursprünglich figuralen Mittelgruppe wurde später das Hochaltarbild Martyrium des hl. Maximilian in der Art des Johann Nepomuk della Croce aus der zweiten Hälfte des 18. Jahrhunderts eingesetzt. Die Seitenaltäre aus 1665 sind nach einer Restaurierung verändert. Die Kanzel ist wie das Kirchengestühl aus 1742. Im Chor ist eine bemerkenswerte figurale Kreuzigungsgruppe der Bildhauerfamilie Zürn (1651). Der Taufstein ist spätgotisch.
Eine Glocke goss 1651 Simon Lenzer aus Braunau.